# Цветение (телесериал, 2019)
«Цветение» (англ. Bloom) — австралийский научно-фантастический драматический телесериал, созданный Гленом Долманом. Премьера состоялась 1 января 2019 года на стриминговом сервисе Stan.
Главные роли исполнили актёры Брайан Браун, Джеки Уивер, Фиби Тонкин и Райан Корр.
Премьера второго сезона состоялась на Stan 9 апреля 2020 года.

## Сюжет
Проходит год после страшного наводнения, которое унесло жизни пяти человек. Однако вскоре обнаруживается таинственный цветок, который обладает волшебной силой: он может возвращать своему владельцу молодость. Жители городка, которые нашли этот цветок, счастливы такой удачной находке, но скоро станет ясно, что ради молодости и жизни каждый из них готов пойти на что угодно, даже на убийство.

## В ролях
- Брайан Браун — Рэй Рид, муж и опекун Гвен.
- Джеки Уивер — Гвендолин «Гвен» Рид, актриса на пенсии и жена Рэя.
- Фиби Тонкин — молодая Гвен
- Райан Корр — молодой Томми/Сэм
- Дэниэл Хеншэлл — Дэйв «Гриффо» Гриффитс
- Джон Стэнтон — Макс МакКиннон
- Сэм Рид — молодой Макс
- Томас Фишер — Айзек Лэнглан
- Женевьева Моррис — Ронда Стоукс
- Энн Чарльстон — Лорис Уэбб
- Терри Норрис — Хёрб Уэбб
- Джейкоб Коллинс-Леви — молодой Хёрб
- Никки Шилз — Тина Гриффитс
- Уша Корниш — Фарида Коррапати
- Кит Брокетт — детектив Чжэнь
- Джеймс Серч — детектив Уилкинс
- Мария Мерседес — Марго
- Джексон Хейвуд — молодой Рэй
- Скотт Ли — Скитер
- Жаклин Маккензи — Энн Картер
- Гари Свит — старый Донни
- Белла Хиткот — молодая Лоис

## Сезоны
| Сезон | Серии | Серии | Даты показа   | Даты показа     |
| Сезон | Серии | Серии | Первая серия  | Последняя серия |
| ----- | ----- | ----- | ------------- | --------------- |
| 1     | 6     | 6     | 1 января 2019 | 1 января 2019   |
| 2     | 6     | 6     | 9 апреля 2020 | 9 апреля 2020   |

## Эпизоды

### Сезон 1(2019)
| № общий | № в сезоне | Название                           | Режиссёр    | Автор сценария  | Дата премьеры |
| --- | ---------- | ---------------------------------- | ----------- | --------------- | ------------- |
| 1 | 1          | «Коробка памяти» «The Memory Box»  | Джон Кёрран | Глен Долман     | 1 января 2019 |
| Через год после разрушительного наводнения, унёсшего жизни пяти местных жителей в провинциальном городке, на месте их гибели вырастает загадочное новое растение, способное изменить жизнь местных жителей.                          |            |                                    |             |                 |               |
| 2 | 2          | «Вернуться к жизни» «Back To Life» | Джон Кёрран | Глен Долман     | 1 января 2019 |
| Вернувшись к своей молодости, Гвен, желая исправить то, о чём глубоко сожалеет, рискует разрушить отношения с Рэем, в то время как роман Сэма с Тиной продолжается, а его криминальное прошлое возвращается, чтобы преследовать его. |            |                                    |             |                 |               |
| 3 | 3          | «Искупление» «Redemption»          | Джон Кёрран | Глен Долман     | 1 января 2019 |
| После того, как растение Гвен было уничтожено и она начала стареть, они с Сэмом бросились искать другое растение. Но заставит ли желание Гвен завести ребёнка предать мужчину, которого она любит?                                   |            |                                    |             |                 |               |
| 4 | 4          | «Маленькое чудо» «Little Miracle»  | Мат Кинг    | Элисон Нисселле | 1 января 2019 |
| Юные Гвен и Макс радуются её чудесной беременности, оставляя опустошённого Рэя позади, в то время как ещё двое жителей узнают их секрет и вынуждены исправить свои прошлые ошибки.                                                   |            |                                    |             |                 |               |
| 5 | 5          | «Удар изнутри» «The Kick Inside»   | Мат Кинг    | Мэтт Кэмерон    | 1 января 2019 |
| Неестественная беременность Гвен стремительно развивается, а растущая паранойя Макса подвергает её жизнь опасности. Попытка Сэма помочь Тине делает его главным подозреваемым в убийстве Гриффо.                                     |            |                                    |             |                 |               |
| 6 | 6          | «Супер Сэм» «Super Sam»            | Мат Кинг    | Глен Долман     | 1 января 2019 |
| Отчаянное желание Рэя сохранить Гвен молодой и живой толкает его за пределы моральных границ и сталкивает с мстительной Фаридой, в то время как Ронда подбирается к Сэму и его тайне.                                                |            |                                    |             |                 |               |

### Сезон 2(2020)
| № общий | № в сезоне | Название                                           | Режиссёр    | Автор сценария              | Дата премьеры |
| --- | ---------- | -------------------------------------------------- | ----------- | --------------------------- | ------------- |
| 7 | 1          | «Блип» «Blip»                                      | Грег Маклин | Глен Долман                 | 9 апреля 2020 |
| Три месяца спустя в городок приезжает новая семья с поразительной тайной и скрытыми намерениями, которые могут изменить ход человеческой истории.                                     |            |                                                    |             |                             |               |
| 8 | 2          | «Плоды земли» «Fruit of the Earth»                 | Грег Маклин | Джиула Сэндлер              | 9 апреля 2020 |
| Узнав, как растут новые растения, Гвен в отчаянии пытается вернуть Рэя к жизни и возвращается к своему бывшему парню Максу, но придётся ли Максу заплатить за это самую высокую цену? |            |                                                    |             |                             |               |
| 9 | 3          | «Рука Бога» «Hand of God»                          | Грег Маклин | К.С. МакМаллен, Глен Долман | 9 апреля 2020 |
| Джон пытается доказать церкви, что это чудо, а Рэй понимает, что побочные эффекты новой ягоды гораздо хуже, чем он себе представлял.                                                  |            |                                                    |             |                             |               |
| 10 | 4          | «Настоящий любовник» «Truer Lover»                 | Сиан Дейвис | Томми Мёрфи, Глен Долман    | 9 апреля 2020 |
| Когда Гвен находится на грани срыва, Рэй и Гвен обратились за помощью к Джону... но может ли вера в высшую силу спасти Гвен от неё самой?                                             |            |                                                    |             |                             |               |
| 11 | 5          | «Эвермор» «The Evermore»                           | Сиан Дейвис | Мэтт Форд                   | 9 апреля 2020 |
| Отчаявшийся Рэй прибегает к крайним мерам, чтобы вернуть любовь всей своей жизни. |            |                                                    |             |                             |               |
| 12 | 6          | «Культ Гвендолин Рид» «The Cult of Gwendolyn Reed» | Сиан Дейвис | Глен Долман                 | 9 апреля 2020 |
| Планы Рэя, Энн и Джона сталкиваются, когда они спорят о чуде. |            |                                                    |             |                             |               |

## Производство
Сериал «Цветение» производился компанией Playmaker Media в сотрудничестве с компанией Sony Pictures Television и распространяется на международном уровне кинокомпанией Sony Pictures.